# Fred K. Mahaffey

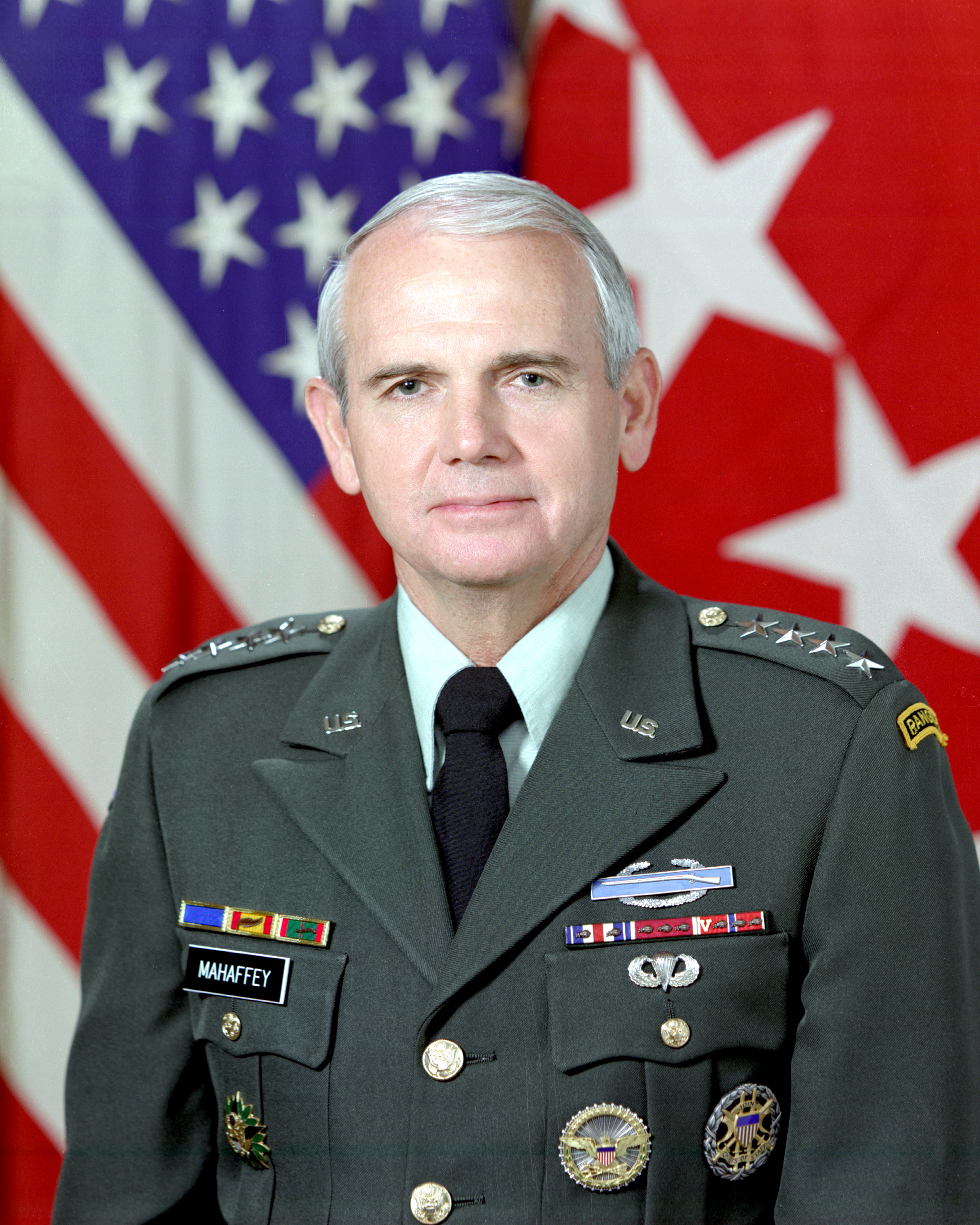
Fred K. Mahaffey (1985)

Fred Keith Mahaffey (* 4. Januar 1934 in Clovis, New Mexico; † 13. Oktober 1986 in Washington, D.C.) war ein General der United States Army. Er war unter anderem Kommandeur der 3. Infanteriedivision und des U.S. Readiness Command.

## Leben
Über das ROTC-Programm der University of Denver gelangte Fred Mahaffey im Jahr 1955 in das Offizierskorps des US-Heeres und wurde dort als Leutnant aufgenommen. In der Army durchlief er anschließend alle Offiziersränge vom Leutnant bis zum Vier-Sterne-General. In seiner Jugend und während seiner Zeit an der University of Denver war Mahaffey ein begabter und auf der entsprechenden Ebene erfolgreicher Football-Spieler.
Im Lauf seiner militärischen Karriere absolvierte er verschiedene Kurse und Schulungen. Dazu gehörten unter anderem der Infantry Officer Basic Course, die Airborne School, die Ranger School, der Infantry Officer Advanced Course, das Command and General Staff College und das National War College.
Im Verlauf seiner militärischen Karriere kommandierte Fred Mahaffey militärische Einheiten auf fast allen Ebenen. Außerdem nahm er auch Aufgaben als Stabsoffizier in verschiedenen Hauptquartieren wahr. In den Jahren 1963 und 1964 und nochmals 1968 und 1969 war er im Vietnamkrieg eingesetzt. Bei seinem zweiten Vietnameinsatz diente er in der 9. Infanteriedivision als Stabsoffizier unter anderem in der Stabsabteilung für Operationen (G3) und als Bataillonskommandeur.
Nach seiner Heimkehr gehörte Mahaffey bis 1971 der Fakultät der Infantry School in Fort Benning, dem heutigen Fort Moore, in Georgia an. Dann folgten sein Studium am National War College und eine Verwendung als Generalstabsoffizier im Pentagon. Zwischen Juli 1973 und Januar 1975 leitete er die Stabsabteilung für Operationen (G3) der 101. Luftlandedivision. Danach kommandierte er bis April 1976 die 2. Brigade dieser Division. In den Jahren 1976 bis 1978 gehörte Mahaffey dem Stab der Army Infantry School an. Danach war er bis zum Oktober 1979 stellvertretender Kommandeur des Kommandos Combined Arms Training Developments Activity in Fort Leavenworth. Es folgte eine Versetzung zum Stab des United States Department of the Army, wo er bis 1981 als Director of Requirements die Abteilung für Beschaffung leitete.
Im Jahr 1981 wurde Mahaffey nach Würzburg in Deutschland versetzt, wo er das Kommando über die 3. Infanteriedivision übernahm, das er zwischen März 1981 und Februar 1983 innehatte. Daran schloss sich eine erneute Versetzung zum Heeresministerium an, wo er bis 1985 die Stabsabteilung für Operationen und Planungen leitete. Danach folgte eine Versetzung zur MacDill Air Force Base wo er, inzwischen als Vier-Sterne-General, das Kommando über das U.S. Readiness Command übernahm. Diesen Posten bekleidete er bis zum 3. Oktober 1986, als er aus gesundheitlichen Gründen in den Ruhestand trat. Er war zum Zeitpunkt seiner Beförderung zum Vier-Sterne-General im Jahr 1985 einer der jüngsten Armeeoffiziere des US-Heeres, die diesen Rang erreicht hatten.
Fred Mahaffey litt zum Zeitpunkt seiner Pensionierung an einer bereits fortgeschrittenen Krebserkrankung, an der er wenige Tage später, am 13. Oktober 1986 im Alter von 52 Jahren im Walter Reed Army Medical Center in Washington, D.C. verstarb. General Mahaffey wurde auf dem amerikanischen Nationalfriedhof Arlington beigesetzt.

## Orden und Auszeichnungen
Fred Mahaffey erhielt im Lauf seiner militärischen Laufbahn unter anderem folgende Auszeichnungen:
- Defense Distinguished Service Medal
- Army Distinguished Service Medal
- Silver Star
- Legion of Merit
- Bronze Star Medal
- Distinguished Flying Cross
- Air Medal
- Meritorious Service Medal
- Army Commendation Medal
- National Defense Service Medal
- Vietnam Service Medal
- Presidential Unit Citation
- Gallantry Cross (Südvietnam)
- Armed Forces Honor Medal (Südvietnam)
- Vietnam Campaign Medal (Südvietnam)